# Gura Teghii
Gura Teghii é uma comuna romena localizada no distrito de Buzău, na região de Valáquia. A comuna possui uma área de 440.60 km² e sua população era de 3687 habitantes segundo o censo de 2007.